# Syneora
Syneora là một chi bướm đêm thuộc họ Geometridae.
Bao gồm các loài:
- Syneora euboliaria
- Syneora hemeropa
- Syneora mundifera